# Mogilno
För andra betydelser, se Mogilno (olika betydelser).
Mogilno är en stad i Kujavien-Pommerns vojvodskap i Polen. Staden har en yta på 8,32 km2, och den hade 12 240 invånare år 2014.